# Грег Луганіс
Грег Ефтіміос Луганіс  (англ. Gregory Efthimios Louganis, /luːˈɡeɪnɨs/, 29 січня 1960) — американський стрибун у воду, чотириразовий олімпійський чемпіон (єдиний серед чоловіків), п'ятиразовий чемпіон світу, шестиразовий чемпіон Панамериканських ігор, 47—разовий чемпіон США, один з найсильніших спортсменів в історії стрибків у воду. Відкритий гей.
У Грега є самоанське та шведське коріння. Він був усиновлений американо-грецькою родиною і тому має грецьке прізвище.

## Спортивна кар'єра

### 1970-ті роки

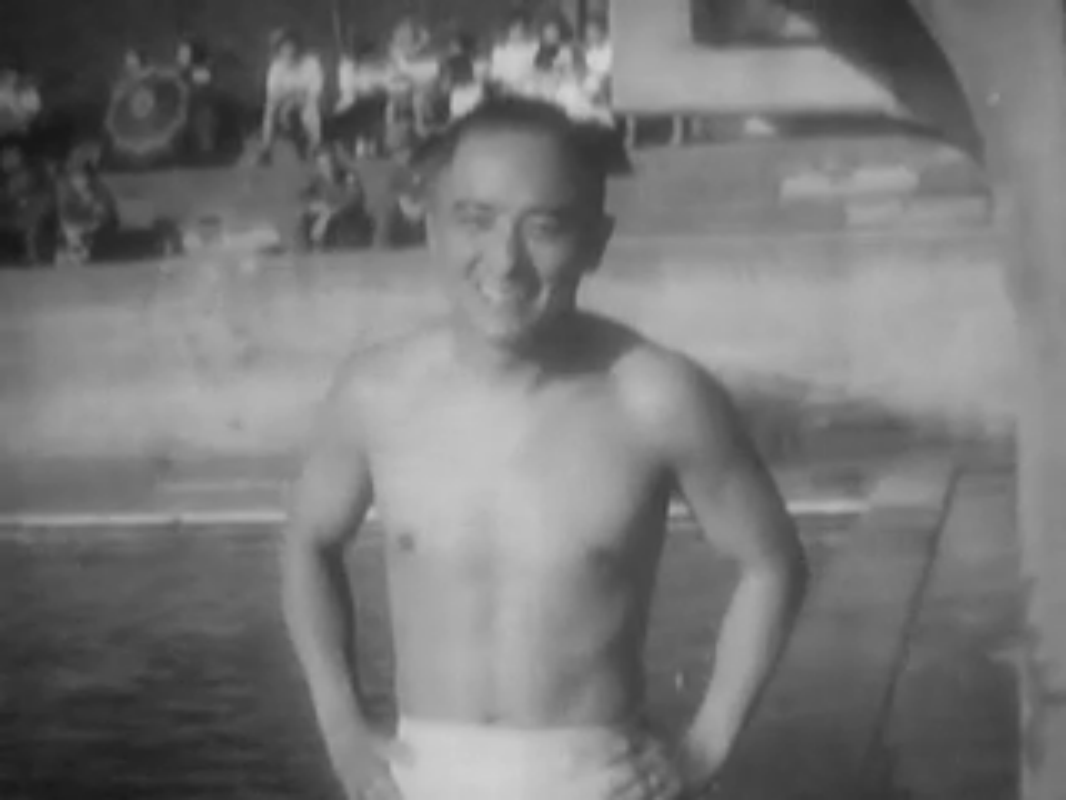
1951 рік, Семмі Лі, дворазовий Олімпійський чемпіон, перший тренер Грега Луганіса

На початку свого спортивного життя Грег тренувався у дворазового Олімпійського чемпіона Семмі Лі. А з кінця 70-х його тренером став Рон О'Брайан.
На Літніх Олімпійських іграх 1976 року в Монреалі 26 липня 16-річний Луганіс виграв попередній етап змагань зі стрибків з 10-ти метрової вишки, випередивши відомого на той час італійця Клауса Дібасі майже на 13 балів. Але наступного дня, під час фіналу Дібасі переміг молодого Луганіса, випередивши його майже на 23 бали. Для італійця це стала третя поспіль перемога на 10-метровій вишці після тріумфів у Мехіко 1968 та Мюнхені 1972.
у 1978 році в Берліні Грег виграв Чемпіонат Світу з водних видів спорту з стрибкам з 10-метрової вишки. У 1979 році в Тбілісі під час матчу СРСР проти США Грег отримав травму, розбивши голову.
У 1980 році Луганіс вважався фаворитом Москви, але США бойкотувала радянську Олімпіаду.

### 1980-ті роки

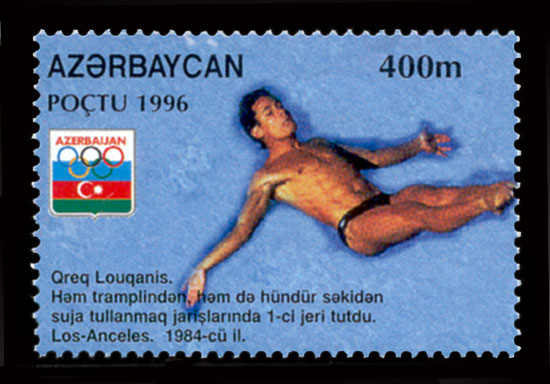
Поштова марка Азербайджану 1996 року де зображений Грег Луганіс на Літніх Олімпійських іграх 1984року

В 1982 році в Гуаякілі Луганіс вперше отримав перемогу одразу в двох дисциплінах: на 3-метровому трампліні він більш ніж на 116 балів випередив радянського стрибуна Сергія Кузьміна і на 121 балл — чемпіона ХХІІ Олімпійських ігор Портнова, а в змаганнях на вишці Луганіс випередив іншого радянського спортсмена Володимира Алейніка менше ніж на 5 балів.
8 серпня 1984 року на Олімпійських іграх в Лос-Анджелісі в фіналі на 3-метровому трампліні Грег випередив Тан Ліангде більше ніж 91 бал. 12 серпня Луганіс став дворазовим Олімпійським чемпіоном, випередивши Брюса Кімбалла більш ніж на 67 балів. Грег став першим з 1928 року чоловіком, що отримав обидві медалі зі стрибків у воду на Олімпійських іграх.
Після домашньої Олімпіади Грег думав, про завершення кар'єри але вирішив залишитись у спорті, за його словами, щоб побити рекорд в кількості перемог на чемпіонатах США, а після, взагалі, вирішив брати участь у змаганнях ще декілька років

У 1986 році Луганіс знову здобув «золотий дубль» на Світовому чемпіонаті у Мадриді — на трампліні він упевнено (більше 50 балів) випередив Тан Ліангде, а на вишці виграв більше 44 балів у іншого китайця — Лі Конгженга.
Під час Літніх Олімпійських ігор в Сеулі 19 вересня в попередньому раунді стрибків з трампліну Грег, виконуючи стрибок на 2½ оберти назад, вдарився головою об стійку і впав у воду. В цей день він став третім. Наступного дня Грег завоював свою третю золоту медаль на Олімпіаді. 27 вересня в фіналі стрибків на вишці Луганіс отримав перемогу всього в 1,14 бала, обійшовши Ксіонга Хі. В цей день він став другою в історії людиною, що отримала чотири Олімпійських золота в стрибках у воду. Першою була американка Пет Маккормік яка в 1952 та 1956 роках здобула чотири медалі вперше.
Отже з 1978 по 1988 роках на трьох Чемпіонатах Світу і двох Олімпіадах Луганіс отримав 9 з 10 можливих золотих медалей, не зміг перемогти тільки на 3-х метровому трампліні у 1987 році.

## Після завершення спортивної кар'єри
У 1994 році під час IV Всесвтніх гей-ігор, що проходили у Нью-Йорку, Луганіс вперше відкрито заявив про свою гомосексуальність.

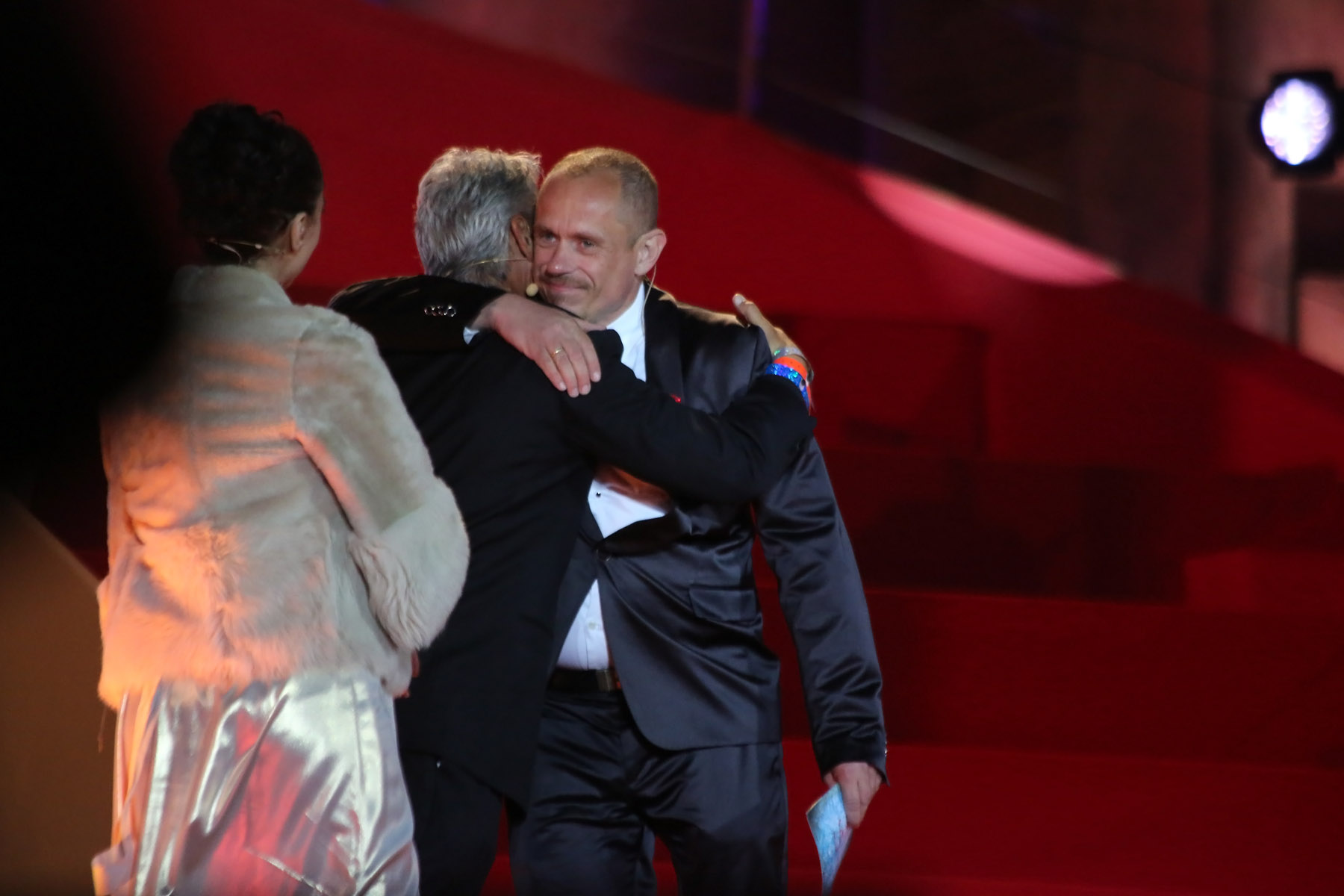
Грег Луганіс і на щорічному благодійному Балі Життя Вена, Австрія, 2013 рік.

У 1995 році у своїй автобіографічній книзі «Breaking the Surface», написаній у співавторстві з Еріком Макрусом, Луганіс зробив зізнання про свій позитивний ВІЛ-статус був інфікованим під час Літніх олімпійських ігор в Сеулі, дізнався про діагноз за півроку до Олімпіади.
У 1997 році автобіографія Луганіса була екранізована канадським режисером Стевіном Хіллардом Стеном під назвою Breaking the Surface: The Greg Louganis Story. Сам Луганіс виступив у ролі оповідача. Крім того на рахунку Грега ролі і в інших фільмах. Так він зіграв роль тренера у фільмі «Акварелі».
У квітні 2013 році Грег Луганіс став суддею на австралійському дайвінг-шоу Сплеск! (аналогом в Україні є шоу Вишка, на ряду з Метью Мітчем та Алісою Каплін.
12 жовтня 2013 року Луганіс зіграв весілля зі своїм партнером, помічником адвоката Джонні Шайо. Джонні і Грег зустрічались до цього майже рік.

## Хобі
Луганіс захоплюється вихованням Джек Рассел Тер'єрів. Грег бере участь зі своїми вихованцями в змаганнях з подолання перешкод, в яких Луганіс і його собаки мають великий успіх на світовому рівні. У співавторстві з Бетсі Сікоро Сііно (англ. Betsy Sikora Siino) випустив книгу про собак «For the Life of Your Dog».

## Цікаві факти
Грег був дуже дуже засмучений бойкотом Олімпіади 1980 року, що, навіть, розглядав можливість участі від Греції. Але, на той момент, його батько не мав на руках грецького паспорта і оформлення нового громадянства стало надто проблематичним.
У 1986 році на змаганнях у Австрії Луганіс подарував свою ганчірку для витирання тіла 12-літньому радянському хлопчику Дмитру Саутіну, майбутньому володарю 8 олімпійських медалей зі стрибків у воду.
Внесений до зали слави ЛГБТ-спортсменів.